# Масгати
Масга́ти (на персидском языке: مسقطی) — иранский десерт, напоминающий прозрачное желе, приготовленное из розовой воды, крахмала, сахара и воды. Считается, что сладость возникла в Маскате и затем распространилась по всей Персидской империи.
Наряду с печеньем колуче, это блюдо входит в традицию празднования Нового года Новруз. Для приготовления масгати можно использовать фисташки, шафран и кардамон. Масгати готовится в провинции Фарс, в частности, в Казеруне, шахрестане Ларестан и Ширазе. Масгати, изготовленный в Казеруне и Ларестане, более вязкий и сладкий, чем ширазский.

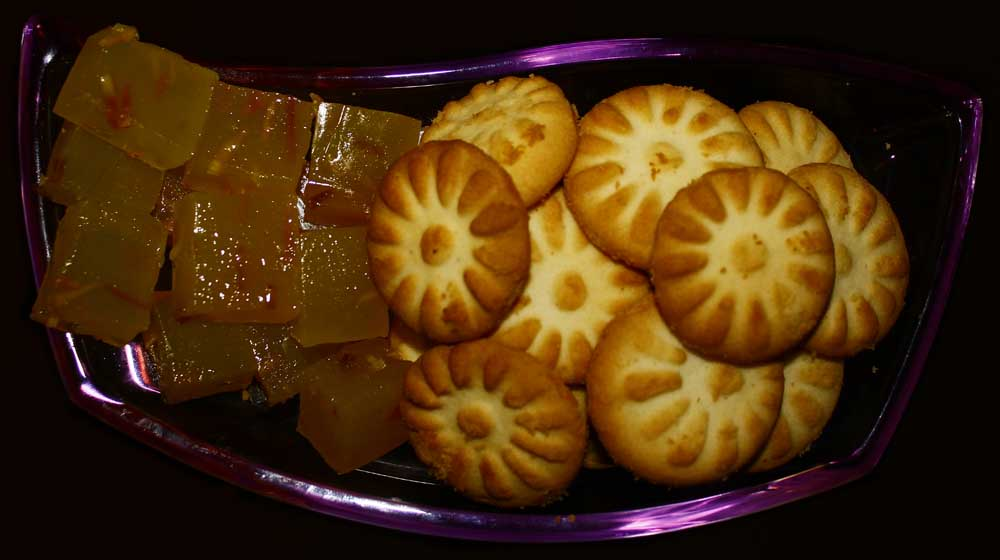
Масгати (слева) без украшения и колуче

Колуче и масгати – популярные сувениры Шираза.